# Ilha do Pernambuco
Ilha do Pernambuco är en ö i Brasilien.   Den ligger i delstaten Santa Catarina, i den södra delen av landet, 1 200 km söder om huvudstaden Brasília.
I omgivningarna runt Ilha do Pernambuco växer i huvudsak städsegrön lövskog. Runt Ilha do Pernambuco är det ganska tätbefolkat, med 96 invånare per kvadratkilometer.